# CNT Rio de Janeiro
CNT Rio de Janeiro é uma emissora de televisão brasileira sediada no Rio de Janeiro, capital do estado de mesmo nome, que opera no canal 9 (27 UHF digital) e é uma emissora própria da Central Nacional de Televisão. Seus estúdios estão localizados no bairro de São Cristóvão, e sua antena de transmissão está no alto do Morro do Sumaré, no Rio Comprido.

## História

### Antecedentes
O canal 9 VHF do Rio de Janeiro operou primeiramente a TV Continental, de 1959 a 1971, cassada pelo governo brasileiro em 1972 após sair do ar por dificuldades financeiras enfrentadas ao longo de seus anos de atividade. Depois de sua extinção, transmissor, torre e antena da emissora foram postos a leilão e arrematados pelo apresentador de televisão Silvio Santos, que os aproveitou para utilizá-los no funcionamento de seu primeiro canal, a TVS. Em 1973, o canal 9 do Rio chegou a ser outorgado ao Jornal do Brasil, cuja pretensão era a de formar uma rede nacional com outra concessão obtida em São Paulo, porém por problemas que adiaram o lançamento ambos foram devolvidos ao governo em 1978.
Em 1980, o Ministério das Comunicações abriu concorrência pública para entregar a novos donos sete canais de televisão da Rede Tupi, cassados devido a seus problemas administrativos, em que Silvio Santos participa. No ano seguinte, foram-lhe cedidas as outorgas de São Paulo, Belém e Porto Alegre, que formariam o Sistema Brasileiro de Televisão (SBT), mais a do canal 9 do Rio de Janeiro, que não integrou o SBT. Pela legislação não permitir que uma pessoa obtivesse mais de uma concessão de rádio ou televisão numa mesma cidade, Guilherme Stoliar, sobrinho de Silvio, tornou-se seu proprietário legal, enquanto o apresentador a comandaria informalmente.

### TV Record Rio de Janeiro (1982–1987)

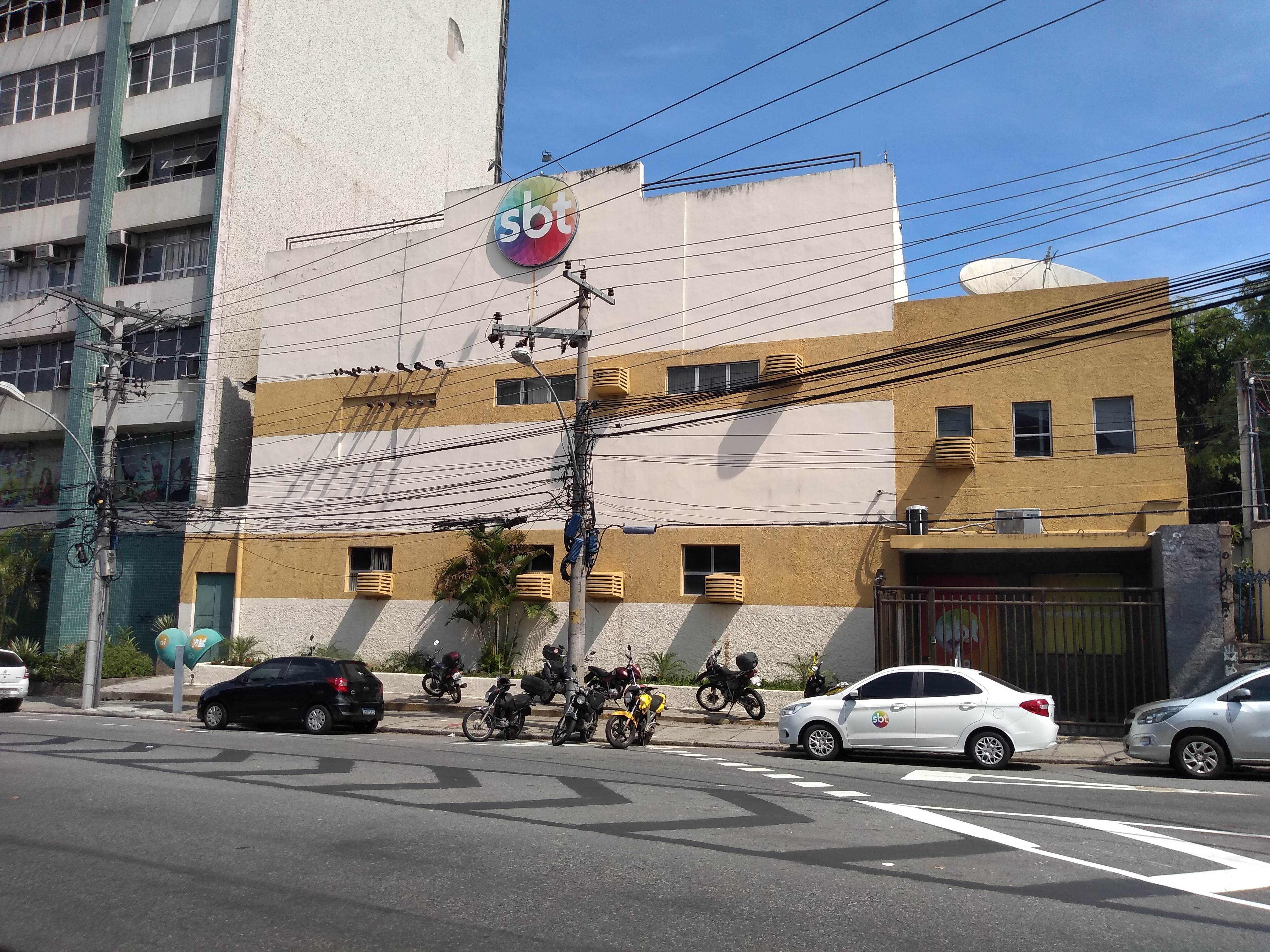
Prédio onde a TV Record Rio de Janeiro foi instalada em 1982 e que foi cedido para o SBT Rio, tendo permanecido até 2021

Em 1982, Silvio Santos lançou através da concessão oferecida no Rio de Janeiro uma sucursal da TV Record de São Paulo, da qual era proprietário em sociedade com Paulo Machado de Carvalho. O Cinema Fluminense, no Campo de São Cristóvão, no bairro de mesmo nome, começou a ser reformado em janeiro para a instalação da emissora, que contaria com um auditório e um palco de 320 m². Em março, foram oferecidas vagas de emprego para engenheiros e técnicos em eletrônica, atraindo cerca de mil candidatos ao endereço da futura estação. Os investimentos com a compra de equipamentos e as despesas da reforma de sua sede somaram 2,5 milhões de dólares.
Estava previsto que a TV Record Rio de Janeiro iniciasse suas transmissões ao meio-dia de 3 de abril, mas devido a um atraso na entrega de uma peça fabricada nos Estados Unidos o lançamento foi adiado para as 20 horas. A primeira atração local foi a partida entre Fluminense e Grêmio, ocorrida no dia seguinte, em Porto Alegre, válida pelas quartas de final da Taça de Ouro. No final do mesmo ano, houve uma troca de sedes entre a TV Record e a TVS: a primeira foi deslocada para os estúdios da segunda, na rua General Padilha, enquanto esta foi para o prédio do Cinema Fluminense, considerado mais apropriado para a gravação de seu programa O Povo na TV, além de haver uma idealização em fazer do Rio de Janeiro o centro de produção da Record, que não foi para frente.
Em setembro de 1985, foi aberto um processo de venda da parte do conjunto de emissoras de Paulo Machado de Carvalho correspondente a Silvio Santos para o diretor-presidente do Jornal do Brasil Nascimento Brito e o presidente da FIFA João Havelange. Enquanto as emissoras de rádio e televisão no estado de São Paulo teriam 50% de suas ações adquiridas, a TV Record Rio de Janeiro seria repassada em 80%. Havelange contou com o apoio de dirigentes do grupo mexicano Televisa, entre eles Emilio Azcárraga Milmo, por terem fortes ligações com o futebol. A compra, no entanto, não foi adiante.

### TV Corcovado/CNT (desde 1987)
Em 9 de abril de 1987, a emissora adotou a identificação TV Copacabana, modificada novamente, em 8 de junho, para TV Corcovado, devido à legislação desautorizar o uso de um nome por dois veículos de comunicação não pertencentes ao mesmo dono — existia no Rio de Janeiro a Rádio Copacabana, de propriedade do bispo Edir Macedo, líder da Igreja Universal do Reino de Deus.
Em 17 de agosto de 1990, a TV Corcovado e o Grupo Abril fecharam um acordo, com validade de três anos, de retransmissão da MTV Brasil, cuja marca era licenciada pelo canal de mesmo nome da empresa norte-americana Viacom, tornando-se sua primeira afiliada e recebendo metade de seu faturamento. Para exibir a programação da nova rede, a emissora adquiriu um equipamento de transmissão com som estéreo. A afiliação à MTV Brasil foi iniciada ao meio-dia de 20 de outubro, concomitantemente à inauguração da rede a partir de São Paulo, que levou ao ar o videoclipe da versão de Marina Lima da música "Garota de Ipanema", porém problemas técnicos no áudio da transmissão fizeram a TV Corcovado apenas veicular as imagens. Após alguns minutos, foi inserido sobre o clipe a música "Walk of Life", da banda Dire Straits, e às 13h07 a situação foi normalizada. Durante o ocorrido, a emissora pôs no ar uma mensagem atribuindo o problema à geradora paulistana.
Em julho de 1991, a TV Corcovado foi vendida ao empresário e político José Carlos Martinez, proprietário da Rede OM, do Paraná, que, afiliada à Rede Record, planejava formar uma rede nacional. O contrato de afiliação com a MTV Brasil continuou valendo, mas com a proximidade de seu fim o Grupo Abril buscou por um canal na faixa UHF no Rio. Em 4 de março de 1992, após investir em uma campanha para auxiliar os telespectadores a sintonizarem seu novo canal, o sinal da MTV Brasil entrou no ar, também, pelo canal 24 UHF, e no dia 9 a TV Corcovado afiliou-se à Rede OM Brasil, inaugurada no mesmo dia.
Em 22 de agosto, Martinez revelou, em depoimento à uma comissão na Câmara dos Deputados, ter solicitado 2,5 bilhões de cruzeiros ao empresário Paulo César Farias e recebido um cheque administrativo fantasma do Banco Rural para adquirir a emissora e integrá-la à Rede OM. Farias foi um dos tesoureiros da campanha eleitoral de 1989 do candidato à presidência da República Fernando Collor e envolveu-se em um grande escândalo de corrupção conhecido como Esquema PC ao praticar irregularidades durante seu mandato. O processo em relação ao caso contra Martinez, acusado pelo Ministério Público Federal de sonegação fiscal, evasão de divisas e falsidade ideológica, foi aberto no Tribunal Superior Eleitoral em 4 de novembro de 2002. Em 23 de maio de 1993, com a imagem desgastada devido a problemas estruturais e financeiros e por ter sido alvo de denúncias de corrupção, a Rede OM Brasil foi renomeada para Central Nacional de Televisão, resultando na mudança da emissora carioca para CNT Rio de Janeiro.
Em 11 de novembro de 2011 a CNT Rio de Janeiro iniciou os testes de sua transmissão em sinal digital pelo canal 27 UHF. Com base no decreto federal de transição das emissoras de televisão brasileiras do sinal analógico para o digital, a CNT, bem como as outras emissoras do Rio, cessou suas transmissões pelo canal 9 VHF em 22 de novembro de 2017, seguindo o cronograma oficial da ANATEL.

## Programação
No início da fase como TV Record Rio de Janeiro, sua programação, sob direção de Paulo Machado de Carvalho Filho, era composta por animações e filmes durante grande parte do dia e produções independentes, como o Noites Cariocas, apresentado por Nelson Motta e Scarlet Moon, com transmissões ao vivo de shows no Marina Palace Hotel, além de apresentações de cantores da MPB. Também eram retransmitidas atrações da TV Record São Paulo. Ao final de 1982, consolidou-se no terceiro lugar em audiência no IBOPE, estando atrás da TV Globo e da TVS.
Em 1987, as produções independentes da agora renomeada TV Corcovado preencheram mais sua grade. Uma das principais era o Rio Turismo, que apresentava pontos turísticos do Rio de Janeiro com edições em português, inglês e espanhol e servia como atrativo para turistas que se hospedavam em hotéis da cidade. Sua exibição ocupava diversas faixas horárias da programação da emissora. No mesmo ano, integrou, com a TVE, uma rede de transmissão dos Jogos Pan-Americanos para o Rio de Janeiro. Neste período posicionou-se em penúltimo lugar em audiência dentre as estações cariocas, ganhando apenas da TV Rio. Em novembro de 1989, visando tornar a programação competitiva em audiência, a TV Corcovado começou a retransmitir programas da TV Record, entre jornalísticos, de variedades e sessões de filmes. Quando afiliada à MTV Brasil, concentrou sua programação local para as manhãs, sendo sua maior parte dedicada a atrações religiosas.
Um dos primeiros programas da emissora como filial da CNT foi o esportivo Mesa Redonda Rio, apresentado pelo narrador José Carlos Araújo de 1993 a 2007, que depois foi substituído pelo Balanço Esportivo Rio, com Edilson Silva, de 2008 a 2015. Em 1997, estreou em sua grade o programa independente Samba de Primeira, que havia passado pela TV Corcovado e pela Band Rio nas décadas de 1980 e 1990. Comandada por Jorge Perlingeiro, que se inspirou em um quadro do Programa Aérton Perlingeiro, de seu pai, na Rede Tupi entre os anos 1960 e 1970, a atração saiu do ar em 2015 devido à falta de patrocínio. Também em 1997, Wagner Montes foi contratado pelo canal, onde apresentou 190 Urgente, Na Poca do Povo e Em Cima do Fato e os programas de variedades Programa Wagner Montes e Novos Talentos, cancelado por acusação de plágio de uma produção semelhante da TV Globo. Montes permaneceu na CNT até 2003, quando foi para a TV Record. No final dos anos 2000, assim como a rede, a CNT Rio de Janeiro arrendou parte de sua programação local para produções de igrejas.
Em 2024, além de retransmitir a programação nacional da CNT, a emissora exibe os programas Fala Baixada, apresentado por Mauro Vasconcelos, e Jogo do Poder, com Ricardo Bruno.